# Pseudomacrochenus affinis
Pseudomacrochenus affinis là một loài bọ cánh cứng trong họ Cerambycidae.